# Dieske Kruisselbrink
Dieske Kruisselbrink (Doetinchem, 31 mei 1996) is een Nederlandse triatlete, opgegroeid op een boerderij in het Achterhoekse Westendorp. 

## Biografie

### Vrijwilligerswerk
Al op vijftien jarige leeftijd besloot Kruisselbrink naar Malawi in Afrika af te willen reizen om vrijwilligerswerk te doen. Dit deed ze met een groep leeftijdsgenoten via de organisatie Worldmapping, verbonden aan Be More. Kruisselbrink zette in een aantal maanden zelfstandig allerlei acties op en haalde hiermee in een paar maanden tijd ruim € 3500 op waarmee ze zowel de reis als de lokale projecten kon ondersteunen. In 2017 liep ze ook de Nacht van de Vluchteling (een nachtelijke wandeling van 40 km) waarvoor ze eveneens in korte tijd duizenden euro’s inzamelde.

### Turnen
Kruisselbrink begon haar carrière in de duursport pas op latere leeftijd, na een verleden als topturnster. Hier nam ze onder andere deel aan verschillende Nederlandse Kampioenschappen en turnde ze in de eerste divisie. Kruisselbrink had veel te maken met blessures. “Turnen is net als triatlon een harde en zware sport en als ik terugblik sta ik niet altijd achter de manier waarop er getraind en gecoacht werd”, aldus Kruisselbrink. Op haar vijftiende kreeg ze door een verkeerde landing bij een afsprong van de ongelijke brug te maken met ernstig knieletsel, waarna meerdere operaties en een lange revalidatie volgden. “Ik heb daar op jonge leeftijd na meerdere operaties lang van moeten revalideren”, aldus Kruisselbrink. Ze heeft hierna wel geprobeerd terug te keren in de turnsport maar dit bleek niet haalbaar. “Ik voelde me als atleet afgeschreven en fysiek en mentaal was het zwaar”, aldus Kruisselbrink, die na het turnhoofdstuk voor haar plezier allerlei sporten (waaronder krachttraining, capoeira, acroyoga, fietsen) beoefende en lange tijd niet overtuigd was dat een nieuwe, andere carrière als topsporter nog mogelijk was. “De artsen waren destijds niet enthousiast over onder andere hardlopen, terwijl dat nu super goed gaat”. 

### Wereldreis
Na haar studies in Nijmegen ging Kruisselbrink in 2017 voor onbepaalde tijd (bijna twee jaar) op wereldreis. Ze begon hierbij in Indonesië, waar ze in 2016 voor haar studie ook een halfjaar had gewoond en zich de taal had aangeleerd. Daarna volgden onder andere Nepal, Laos, Vietnam, Canada en Nieuw-Zeeland. Tijdens haar reizen volgde ze vaak onconventionele paden en verbleef ze veelal bij de lokale bevolking in huis.

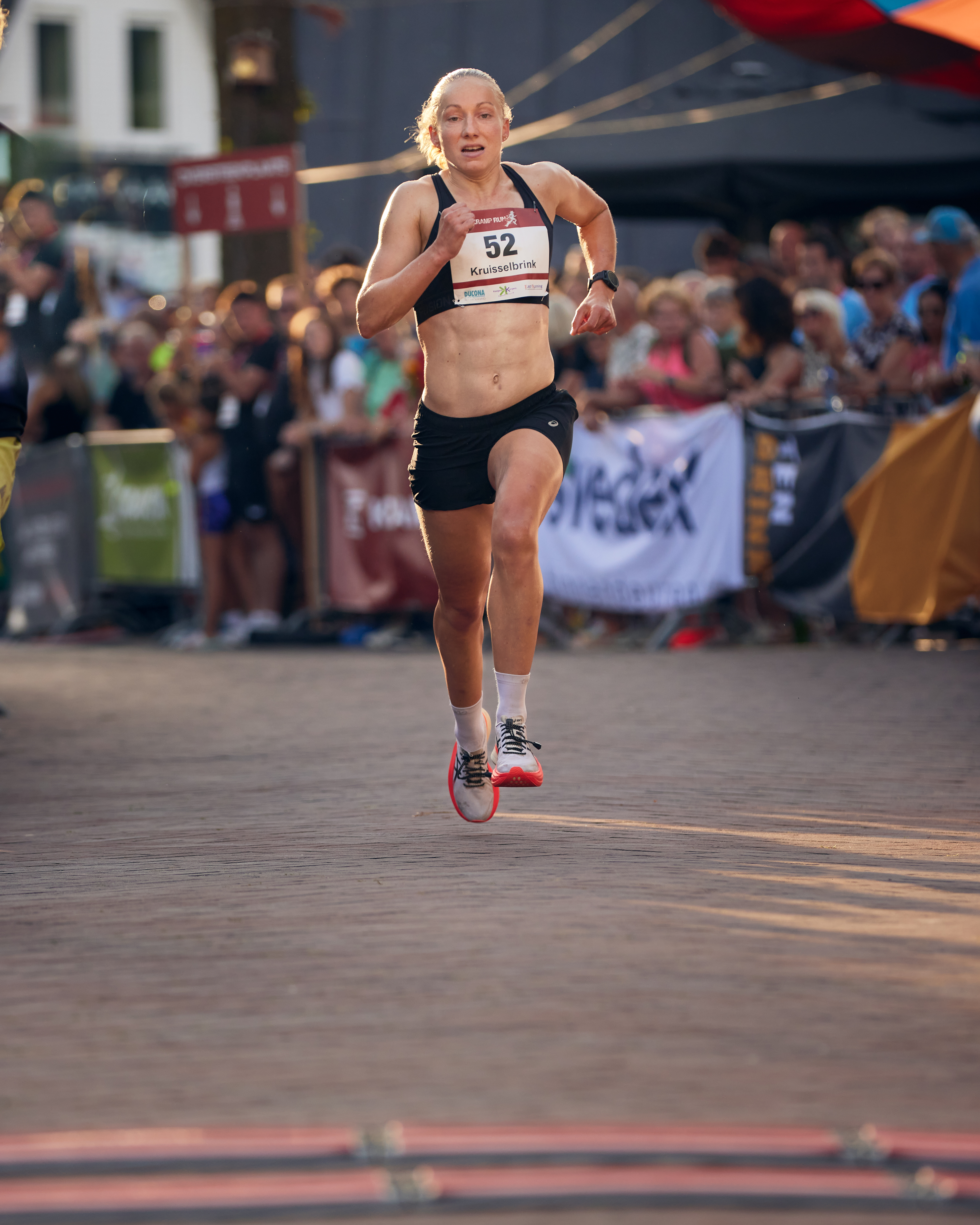
Dieske Kruisselbrink finisht tijdens de Kramp Run in 2024.

### Eerste triatlons
In Nieuw-Zeeland kocht Kruisselbrink haar eerste racefiets, leerde ze zwemmen in de oceaan en deed ze haar eerste triatlons. Kruisselbrink was in haar Nederlandse beginjaren aangesloten bij voormalig topteam TriCAN (Triatlon Community Arnhem Nijmegen) waarvoor ze in de Nederlandse Eredivisie uitkwam en traint sinds 2024 onder leiding van de Australische triatloncoach Brett Sutton.
Kruisselbrink is een veelzijdige atlete, actief in de lange afstandstriatlon, crosstriatlon en –duatlon en in wedstrijden over de losse disciplines.

## Titels
- Nederlands kampioene crossduatlon – 2024[7]

## Palmares

### 2021
- Crosstriatlon Renkum[8] (28 augustus 2021)
- 44e Rás na mBan - Ireland's Premier Women's Stage Race[9], Kilkenny (IE) (8-11 september 2021)
- Ironman 70.3 West-Friesland, Hoorn leeftijdsgroep 25-29[10] 5:04:55 (26 september 2021)
- 7e NK duatlon middenafstand Almere[11] (9 oktober 2021)

### 2022
- Triatlon Haute Meuse, Anhée (BE)[12] (17 juli 2022)
- Triatlon Veenendaal, Olympische afstand[13] 2:08:10 (27 augustus 2022)
- 5e NK crosstriatlon Ameland[14] (XTERRA Ameland) (10 september 2022)

### 2023
- 18e NK Veldrijden Zaltbommel[15] (15 januari 2023)
- WEBU Cross Cup Venlo Herungerberg 2[16] (29 januari 2023)
- 7e Triatlon Nieuwkoop, halve afstand[17] (4 juni 2023)
- 20e UCI Gravel One Fifty[18] Roden (15 juli 2023)
- Twee Bruggenloop Aalten[19] 6 km (22 augustus 2023)
- Crosstriatlon Renkum[20] (26 augustus 2023)
- Halve triatlon Almere[21] leeftijdscategorie 25-29 jaar, 4e plaats overall 4:41:59 (9 september 2023)
- 4e NK Crosstriatlon Ameland[22] (XTERRA Ameland) (16 september 2023)
- 4e WK Gravel Pieve di Soligo, Italië, categorie 19-34 jaar (7 oktober 2023)
- 18e Montferland Run[23] 15 km (3 december 2023)

### 2024
- XTERRA Zuid-Afrika[24], Grabouw, Crosstriatlon (17 februari 2024)
- XTERRA Oman[25], Musandam, Crosstriatlon (2 maart 2024)
- 12e UCI Gravel Fondo Limburg[26], Valkenburg (28 april 2024)
- Triatlon Brouwersdam[27] (4 mei 2024)
- 19e UCI Gravel 3RIDES[28], Aachen (Duitsland) (12 mei 2024)
- Triatlon Bilzen (België)[29] (19 mei 2024)
- Gerard Tebroke loop[30] Aalten 10 km (1 juni 2024)
- 11e XTERRA België, Citadel van Namen[31] full distance crosstriathlon (8 juni 2024)
- Alpentour Trophy, Schladming, Oostenrijk: 11e plaats GC[32], 6e plaats TT[33] 11 km/1100 hoogtemeters (20-23 juni 2024)
- 13e Triatlon Alpe d’Huez[34], Oisans (Frankrijk) (22-26 juli 2024)
- NK crosstriatlon Renkum[35] (31 augustus 2024)
- Kramp Run Varsseveld[36] 5 km (7 september 2024)
- Halve triatlon Almere[37] (14 september 2024) 4:26:52
- 4e NK Trailrunning Nijmegen[38] 28 km (21 september 2024)
- 11e NK Mountainbike Marathon[39] 92 km Eijsden (13 oktober 2024)
- NK Crossduatlon[40] Oss (20 oktober 2024)
- Crossduatlon Reusel[41] lange afstand (3 november 2024)
- Walfortloop Aalten[42] 15 km (8 december 2024)
- 7e Zevenheuvelennacht[43] 7 km Nijmegen (16 november 2024)
- De Hel van Kasterlee (België): DNF (22 december 2024)

### 2025
- Combiklassement Egmond Pier Egmond/Egmond halve marathon[44] (13-14 januari 2025)
- 11e Egmond halve marathon[45] (14 januari 2025)
- La Bescanonina 2025, Bescanó (Spanje), MTB Llarga 36 km, 1250 hoogtemeters[46] (9 februari 2025)
- Crossduatlon Waalwijk[47] 8 km - 20 km - 4 km (16 februari 2025)
- Engbergenloop,[48] Voorst 5 km (23 februari 2025)
- Lichtenvoordse Crosstriatlon[49] (30 maart 2025)
- 7e NK sprint duatlon Sittard[50] (12 april 2025)
- Tijdrit Almere 42 km[51] en tevens  op de 28 km[52] (19 april 2025)
- 6e WK Duatlon middle distance[53], Alsdorf (Duitsland) (27 april 2025)
- 9e XTERRA Weston Park, Staffordshire (Verenigd Koninkrijk), full distance crosstriathlon[54] (3 mei 2025)
- 5e NK halve triathlon, Nieuwkoop[55] (25 mei 2025)
- XTERRA België, Citadel van Namen, full distance crosstriathlon[56] (7 juni 2025)
- MHB Overbetuweloop, Elst (Gld.), 10 km in 35:45[57] nieuw parcoursrecord (15 juni 2025)
- 12e IRONMAN 70.3 Westfriesland, Hoorn[58] (22 juni 2025)
- Tri Rotterdam, 1e Divisie Zuid Vrouwen[59] (28 juni 2025)
- RunForestRun, crosstriatlon, Gasselte[60] (29 juni 2025)
- XTERRA Oostenrijk, Bad Aussee[61] (19 juli 2025)
- Challenge Turku, middle distance pro[62], Turku, Finland (27 juli 2025)
- 5e Inferno Triathlon, Thun, Zwitserland[63] (16 augustus 2025), Frauen Hauptklasse in 10:54:43,2 met de onderdelen:
  - 3,1 km zwemmen,
  - 97 km fietsen met 2145 hoogtemeters,
  - 30 km mountainbiken met 1180 hoogtemeters,
  - 25 km hardlopen met 2175 hoogtemeters.